# Frank Pipp
Frank Kevin Pipp (* 22. Mai 1977 in Iron Mountain) ist ein ehemaliger US-amerikanischer Radrennfahrer.
Frank Pipp gewann 2004 unter anderem eine Etappe beim Joe Martin Stage Race und das Arlington Classic Criterium. 2005 fuhr er für das Radsportteam Advantage Benefits Endeavour und wechselte nach einem Jahr zu TargeTraining. In dem Jahr bei TargeTraining gewann er jeweils ein Teilstück der Vuelta Sonora und der Tour de Toona. 2007 und 2008 fuhr Pipp für das US-amerikanische Professional Continental Team Health Net-Maxxis. In seinem ersten Jahr dort gewann er je eine Etappe beim Edgar Soto Memorial und beim Nature Valley Grand Prix sowie das Bank of America Invitational Criterium. Außerdem wurde er beim Lancaster Classic Dritter und bei der Tour of Missouri Etappenzweiter.
Ende der Saison 2013 beendet Frank Pipp seine Karriere als Berufsradfahrer.

## Erfolge
2006
- eine Etappe Vuelta Sonora

## Teams
- 2005 Advantage Benefits Endeavour
- 2006 TargeTraining
- 2007 Health Net-Maxxis
- 2008 Health Net-Maxxis
- 2009 Bissell Pro Cycling
- 2010 Bissell
- 2011 Bissell Cycling
- 2012 Bissell Cycling
- 2013 Bissell Cycling